# سلیمان ناصر
سلیمان ناصر (انگلیسی: Sulaiman Nasser؛ زادهٔ ۲۳ ژوئن ۱۹۹۷) بازیکن فوتبال اهل امارات متحده عربی است که درپست هافبک بازی می‌کند.

## دوران باشگاهی
العین
سلیمان ناصر که پرورش یافته سامانه جوانان العین است، از باشگاه فوتبال العین حرفه خود را شروع کرد. در روز ۶ آوریل ۲۰۱۷، اولین بازی حرفه ای خود برای باشگاه العین در لیگ برتر را با بازی در برابر تیم الظفره، وقتی با احمد برمان تعویض گردید، انجام داد.
عجمان
در روز ۴ ژوئیه ۲۰۲۰، او باشگاه العین را ترک و با باشگاه عجمان قرارداد امضاء کرد.